# آناتولی پیسارنکو
آناتولی پیسارنکو (اوکراینی: Анатолій Григорович Писаренко؛ زادهٔ ۱۰ ژانویهٔ ۱۹۵۸) وزنه‌بردار، و سیاستمدار اهل اتحاد جماهیر شوروی سوسیالیستی است. وی همچنین از مدال‌آوران مسابقات قهرمانی وزنه‌برداری جهان است.